# 瓜尼科
瓜尼科（西班牙語：Guánico），是巴拿馬的城鎮，位於該國中南部，由洛斯桑托斯省的托諾西區負責管轄，面積209.2平方公里，2010年人口996，人口密度每平方公里4.8人。